# Синяк (горный массив)
Синяк — горный массив Вулканического хребта Украинских Карпат, в пределах Закарпатской области.

## География
Лежит на правобережье р. Латорицы. На востоке граничит с Свалявской котловиной, на западе — с хребтом Маковица. Простирается на 18-20 км с запада на восток, на 22 км с севера на юг. Абсолютные высоты 900—1000 м (горы Средней Верх, Солочинский Дил, Плишка, Обавский Камень), высшая точка — г. Дунавка, её высота составляет 1018 метров над уровнем моря.
В геологическом строении массива принимают участие эффузивные и флишевые породы. Гребенные поверхности преимущественно острые, локально куполообразные, расчлененные долинами малых рек и оврагами. Склоны прямые, крутые и выпуклые, с густой эрозионной сетью. Случаются оползни, сели, паводки. Преобладают низкогорные местности с дубово-буковыми (до высоты 600 м) и буковыми лесами с небольшой примесью хвойных. Развито земледелие, садоводство. Природные лечебные минеральные воды используются на климатобальнеологические курортах «Синяк» и «Карпаты».